# Okręg Les Sables-d’Olonne
Okręg Les Sables-d’Olonne (fr. Arrondissement des Sables-d’Olonne) – okręg w północno-zachodniej Francji. Populacja wynosi 190 tysięcy.

## Podział administracyjny
W skład okręgu wchodzą następujące kantony:
- Beauvoir-sur-Mer,
- Challans,
- Île-d’Yeu,
- Mothe-Achard,
- Moutiers-les-Mauxfaits,
- Noirmoutier-en-l’Île,
- Palluau,
- Les Sables-d’Olonne,
- Saint-Gilles-Croix-de-Vie,
- Saint-Jean-de-Monts,
- Talmont-Saint-Hilaire.